# Branchipodopsis acanthopenes
Branchipodopsis acanthopenes är en kräftdjursart som först beskrevs av C.L. Malhotra och Duda 1970.  Branchipodopsis acanthopenes ingår i släktet Branchipodopsis och familjen Branchipodidae. Inga underarter finns listade.